# Érick Moreno
Érick Andrés Moreno Serna (Bagadó, 24 novembre 1991) è un ex calciatore colombiano, di ruolo attaccante.

## Carriera

### Club
Cresciuto nelle giovanili del Deportivo Pereira, ha esordito il 15 febbraio 2009 nel match pareggiato 0-0 contro il Deportivo Pasto.
Nel gennaio 2014 approda in Europa, firmando un contratto con i portoghesi del Braga.

## Statistiche

### Presenze e reti nei club
Statistiche aggiornate al 3 giugno 2017.
| Stagione           | Squadra            | Campionato         | Campionato | Campionato | Coppe nazionali | Coppe nazionali | Coppe nazionali | Coppe continentali | Coppe continentali | Coppe continentali | Altre coppe | Altre coppe | Altre coppe | Totale | Totale |
| Stagione           | Squadra            | Comp               | Pres       | Reti       | Comp            | Pres            | Reti            | Comp               | Pres               | Reti               | Comp        | Pres        | Reti        | Pres   | Reti   |
| ------------------ | ------------------ | ------------------ | ---------- | ---------- | --------------- | --------------- | --------------- | ------------------ | ------------------ | ------------------ | ----------- | ----------- | ----------- | ------ | ------ |
| 2009               | Deportivo Pereira  | A                  | 8          | 0          | CC              | 0               | 0               |                    | -                  | -                  |             | -           | -           | 8      | 0      |
| 2010               | Millonarios        | A                  | 1          | 0          | CC              | 0               | 0               |                    | -                  | -                  |             | -           | -           | 1      | 0      |
| 2011               | Millonarios        | A                  | 19         | 4          | CC              | 11              | 5               |                    | -                  | -                  |             | -           | -           | 30     | 9      |
| 2012               | Millonarios        | A                  | 20         | 4          | CC              | 10              | 2               | CS                 | 1                  | 0                  |             | -           | -           | 31     | 6      |
| 2013               | Millonarios        | A                  | 35         | 10         | CC              | 13              | 5               | CL                 | 1                  | 0                  |             | -           | -           | 49     | 15     |
| Totale Millonarios | Totale Millonarios | Totale Millonarios | 75         | 18         |                 | 34              | 12              |                    | 2                  | 0                  |             | -           | -           | 111    | 30     |
| gen.-giu. 2014     | Braga              | PL                 | 8          | 2          | TP+TL           | 2+0             | 0               |                    | -                  | -                  |             | -           | -           | 10     | 2      |
| 2014-2015          | Panaitōlikos       | SL                 | 15         | 6          | CG              | 2               | 0               |                    | -                  | -                  |             | -           | -           | 17     | 6      |
| 2015-gen. 2016     | Real Valladolid    | PD                 | 1          | 0          | CR              | 1               | 0               |                    | -                  | -                  |             | -           | -           | 2      | 0      |
| gen.-giu. 2016     | Tondela            | PL                 | 12         | 1          | TP+TL           | 0               | 0               |                    | -                  | -                  |             | -           | -           | 12     | 1      |
| 2016-2017          | Tondela            | PL                 | 13         | 1          | TP+TL           | 2+0             | 1+0             |                    | -                  | -                  |             | -           | -           | 15     | 1      |
| Totale Tondela     | Totale Tondela     | Totale Tondela     | 25         | 2          |                 | 2               | 1               |                    | -                  | -                  |             | -           | -           | 27     | 3      |
| Totale carriera    | Totale carriera    | Totale carriera    | 133        | 29         |                 | 41              | 13              |                    | 2                  | 0                  |             | -           | -           | 176    | 42     |

## Palmarès
- Copa Colombia: 1

Millonarios: 2011
- Campionato colombiano: 1

Millonarios: 2012 (Clausura)